# Slovak International 2010
Die Slovak International 2010 im Badminton fanden vom 23. September bis zum 26. September 2010 in Prešov statt. Das BWF-Level war 4C (ohne Preisgeld).

## Sieger und Platzierte
| Disziplin    | Gold                      | Silber                          | Bronze                            |
| ------------ | ------------------------- | ------------------------------- | --------------------------------- |
| Herreneinzel | Alexandre Françoise       | Maxime Michel                   | Kasper Lehikoinen                 |
| Herreneinzel | Alexandre Françoise       | Maxime Michel                   | Pavel Florián                     |
| Dameneinzel  | Mariya Ulitina            | Natalya Voytsekh                | Alesia Zaitsava                   |
| Dameneinzel  | Mariya Ulitina            | Natalya Voytsekh                | Anne Hald                         |
| Herrendoppel | Jacco Arends Jelle Maas   | Maurice Niesner Till Zander     | Simon Bergström Patrik Lundqvist  |
| Herrendoppel | Jacco Arends Jelle Maas   | Maurice Niesner Till Zander     | Oscar Kruse Jonathan Nordh        |
| Damendoppel  | Selena Piek Iris Tabeling | Mariya Ulitina Natalya Voytsekh | Louise Eriksson Amanda Wallin     |
| Damendoppel  | Selena Piek Iris Tabeling | Mariya Ulitina Natalya Voytsekh | Monika Fašungová Petra Petranović |
| Mixed        | Jacco Arends Selena Piek  | Aliaksei Konakh Alesia Zaitsava | Jelle Maas Iris Tabeling          |
| Mixed        | Jacco Arends Selena Piek  | Aliaksei Konakh Alesia Zaitsava | Jakub Bitman Alžběta Bášová       |

## Finalresultate
| Disziplin    | Sieger                    | Finalist                        | Ergebnis            |
| ------------ | ------------------------- | ------------------------------- | ------------------- |
| Herreneinzel | Alexandre Françoise       | Maxime Michel                   | 18:21, 21:17, 24:22 |
| Dameneinzel  | Mariya Ulitina            | Natalya Voytsekh                | 21:8, 21:13         |
| Herrendoppel | Jacco Arends Jelle Maas   | Maurice Niesner Till Zander     | 21:18, 19:21, 21:15 |
| Damendoppel  | Selena Piek Iris Tabeling | Mariya Ulitina Natalya Voytsekh | 21:10, 21:18        |
| Mixed        | Jacco Arends Selena Piek  | Aliaksei Konakh Alesia Zaitsava | 21:15, 21:14        |